# گی دو موپاسان
آنری رنه آلبر گی دو موپاسان (به فرانسوی: Henri René Albert Guy de Maupassant) (زادهٔ ۵ اوت ۱۸۵۰ – درگذشتهٔ ۶ ژوئیهٔ ۱۸۹۳) نویسنده فرانسوی بود.

## نویسندگی
در سال ۱۸۵۰ در شاتو میرومنیل در تورویل-سور-ارک به‌دنیا آمد. او در کنار استاندال، انوره دو بالزاک، گوستاو فلوبر و امیل زولا یکی از بزرگ‌ترین داستان‌نویسان قرن نوزدهم فرانسه به‌شمار می‌آید. او در طول زندگی نسبتاً کوتاه ۴۳ ساله‌اش حدود ۳۰۰ داستان کوتاه، ۶ رمان و نیز ۳ سفرنامه، یک مجموعه شعر و مجلدی از چند نمایشنامه نوشت ولی نقطه اوج کارهای موپاسان داستان‌های کوتاه اوست که برخی از آنها نظیر «تپلی» از شاهکارهای ادبیات داستانی جهان شمرده می‌شوند. موپاسان استاد نوعی از داستان کوتاه است که به قول سامرست موآم «می‌توانید آن را پشت میز شام یا در اتاق استراحت کشتی نقل کنید و توجه شنوندگان خود را جلب نمایید.»
او تحت تأثیر ویکتور هوگو نخست اشعاری عاشقانه سرود. بعدها با لوئی بویه و گوستاو فلوبر آشنا شد و همراه آنها به بررسی آثار بالزاک پرداخت و پس از آن به‌شکل جدی به نویسندگی روی آورد.

## مرگ
در سال ۱۸۹۲ پس از اقدام به خودکشی او را به بیمارستان روان‌پزشکی بردند و در سال ۱۸۹۳ در همان‌جا دیده از جهان برگرفت.

## نوشته‌ها

### رمان‌ها
1. یک زندگی (Une vie)
2. بل آمی (Bel Ami)
3. لبخند بخت (Mont-Oriol)
4. پیر و ژان (Pierre et Jean)
5. دل ما (Notre Cœur)

### داستان‌های کوتاه
1. گردنبند الماس (گردنبند)
2. سنجاق
3. در یکی از شب‌های بهار
4. بابا سیمون
5. رز
6. پیرو
7. اولین برف
8. در مزرعه
9. در خانواده
10. کنار مرده
11. خروس جنگی
12. یکشنبه‌های یک بورژوای پاریسی
13. هورلا
14. تپلی
15. ولگرد
16. روی آب
17. ایوت (Yvette)
18. بازگشت
19. رها شده
20. شب عید